# Plínio Salgado

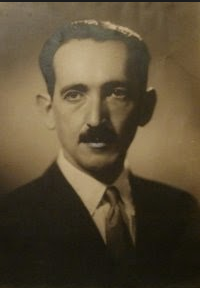
Plínio Salgado

Plínio Salgado (São Bento do Sapucaí, 22 januari 1895 – São Paulo, 8 december 1975) was een Braziliaans politicus, schrijver en dichter.
Hij debuteerde als dichter in 1919 met de gedichtenbundel Tabor. Vanaf de jaren twintig schreef hij ook boeken. In 1932 richtte Salgado de Braziliaanse Integralistische Actie op, een partij gebaseerd op het integralisme, een aan het fascisme en corporatisme verwante ideologie. De partij was anti-marxistisch en gekant tegen het liberalisme en het kapitalisme. Voor politieke inspiratie richtte hij zich op het nazistische Duitsland en het fascistische Italië. De integralistische partij nam de fascistische groet (de zogenaamde Romeinse groet). Salgado was echter een volkomen tegenstander van Hitlers rassenleer en antisemitisme en ging zelfs zover dat hij naar een ' streefde.
In de jaren dertig gingen de integralisten op de vuist met de communisten en socialisten. 
In de eerste jaren van het bestaan van de Braziliaanse Integralistische Actie, werden de partij en Salgado door de Braziliaanse president Getúlio Vargas gesteund. Nadat de integralisten echter in 1938 tevergeefs de macht probeerden over te nemen, werd de partij verboden. Salgado werd verbannen en woonde tot 1945 in Portugal. Terug in Brazilië werd hij lid van de Partij voor de Volksvertegenwoordiging, een neo-integralistische partij. 
Salgado was in 1955 presidentskandidaat voor de Partij voor de Volksvertegenwoordiging en behaalde 8% van de stemmen (174 miljoen stemmen). Daarna was Salgado enige tijd directeur van het Instituut voor Kolonisatie en Immigratie. In 1958 werd hij in de Federale Kamer van Afgevaardigden (= parlement) gekozen (tot 1970). 
Salgado speelde een belangrijke rol tijdens de militaire staatsgreep die een einde maakte aan het bewind van de centrumlinkse president João Goulart. Zijn Partij voor de Volksvertegenwoordiging ging op in de eenheidsbeweging ARENA.
Salgado overleed in 1975.